# ジェリー・ルービン
ジェリー・ルービン（Jerry Rubin、1938年7月4日 - 1994年11月28日）は、アメリカ合衆国の左翼主義活動家。1968年の民主党大会暴動事件の首謀者として起訴された、いわゆるシカゴ・セブンの一人。
ベトナム戦争終結とともに運動を離れた後の80年代以降には、実業家として成功をおさめた。

## 生い立ち
ルービンの父親はパンの配達人で、労働組合の代表であった。ルービンはシンシナティ・レッズの二塁手になりたいという希望を持っていたが、「体制」がその夢を打ち砕いた、と言われている。彼はシンシナティに生まれ、郊外のエイボンデールで成長し、ウォルナット・ヒル高校に入学した。学校新聞「The Chatterbox」の編集を行い、在学中にシンシナティ・ポスト紙へ高校のスポーツ試合のスコアを書き始めた。高校卒業後はシンシナティ大学に進学し、1961年に社会学の学位を得て卒業する。
しかし この頃、両親が相次いで死去し、ルービンは当時13歳だった弟のギルの たった一人の保護者となる。彼は弟に世界のことを教えようと、インドに連れて行くことを決めたが、この計画に対して、親類達がギルの親権に関する裁判を起こすと脅かしたため、インドの代わりにテルアビブに連れて行くことで 了承を取り付ける。ギルはその後ヘブライ語を学び、キブツへの参加などを経て、現在はイスラエルで コンピューターシステム開発者となっている。

## 活動

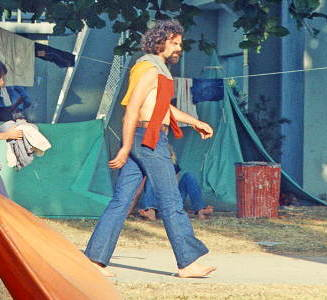
1972年

イスラエルからの帰国後、1964年にルービンは カリフォルニア大学バークレー校大学院に入学するが、地元商店の人種差別的な雇用への抗議活動をおこなったのをきっかけに大学を中途退学し、社会主義活動に没頭するようになる。
ベトナム戦争への反対運動を数多く組織する一方、1967年にはアビー・ホフマンらとともに 青年国際党(Youth International Party, YIP)を創設する。翌年、民主党大会暴動事件の首謀者（シカゴ・セブン）として他の6人とともに起訴されるが、共謀罪においては全員に無罪の判決が出る。
反体制運動時代の終焉とともに、80年代には 自己啓発、瞑想、ヨガなどに関心を移し、自己啓発的ディベートの全米ツアーをおこなうほか、ニューヨーク・ウォール街で株式トレーダーとなる。また当時多くの芸能人や業界人が集うことで有名だった、伝説のディスコ・クラブ「スタジオ54」においてビジネス・パーティーを主催するなどし、大きな転身をとげる。
1994年、ロサンゼルスにて交通事故のため死去。
アビー・ホフマンの生涯を描いた映画『Steal This Movie』では、ケヴィン・コリガンがルービンを演じた。